# Rheinbrücke Neuenburg–Chalampé
Die Rheinbrücke Neuenburg–Chalampé überspannt bei Stromkilometer 198,78 den Rhein. Sie verbindet zusammen mit der westlich folgenden Brücke über den Rheinseitenkanal das deutsche Neuenburg am Rhein und das französische Chalampé (Eichwald). In der Mitte der Brücke verläuft die Grenze zwischen Deutschland und Frankreich. Das Bauwerk ist eine kombinierte Eisenbahn- und Straßenbrücke.

## Eisenbahnbrücke

### Eisenbahnbrücke von 1878
Das Großherzogtum Baden – als Eigentümer der Großherzoglich Badischen Staatseisenbahnen – und das Deutsche Reich – als Eigentümer der Reichseisenbahnen im Reichsland Elsaß-Lothringen – vereinbarten am 13. Mai 1874 in einem Staatsvertrag den Bau der Brücke, überwiegend aus strategischen Gründen, zusammen mit dem Bau einer 22,2 km langen Bahnstrecke Müllheim–Mulhouse.
Die Gründungsarbeiten führte die Aktiengesellschaft für Eisenindustrie und Brückenbau durch, die eisernen Überbauten stammten von Gutehoffnungshütte in Sterkrade. Der Unterbau wurde für den zweigleisigen Ausbau ausgelegt, der Oberbau aber zunächst nur eingleisig ausgeführt. Die Brücke war bis in Details baugleich mit der Rheinbrücke Breisach–Neuf-Brisach. 1875 begann der Bau der Brücke, am 6. Februar 1878 wurde das Bauwerk dem Betrieb übergeben. Der eiserne Überbau hatte eine Masse von 828 t und kostete 305.000 Mark.

### Eisenbahnbrücke von 1906
Zwischen 1905 und 1906 wurde die Brücke – wieder von Gutehoffnungshütte – durch neue, stärkere Aufbauten ersetzt und die alten Überbauten nach Süden verschoben, wo sie das zweite Gleis aufnahmen.
1914 nutzten werktäglich zehn, feiertags 13 Zugpaare des Personenverkehrs die Brücke. Im Ersten Weltkrieg wurde ein intensiver Militärzugverkehr zur Westfront über die Brücke abgewickelt. Unmittelbar nach Kriegsende wurde das nördliche Streckengleis von Frankreich demontiert. 1919 gelangte die jetzt wieder eingleisig befahrene Brücke aufgrund des Versailler Vertrags komplett in das Eigentum Frankreichs. Bis November 1921 folgte die volle Inbetriebnahme des nun ausgebauten gemeinsamen Grenzbahnhofs in Neuenburg. 1939 verkehrten im Personenzugverkehr an Werktagen nur noch zwei Pendelzugpaare zwischen Neuenburg und Bantzenheim über die Brücke.
Am 12. Oktober 1939 sprengten französische Truppen die westlichen Pfeiler. Im Juli 1940 begannen Pioniere der Wehrmacht mit dem Wiederaufbau des südlichen Brückenzuges. Abgestürzte Segmente, die Vorlandbrücken und der nördliche mittlere Hauptträger, wurden gehoben und zusammen mit dem westlichen Hauptträger des nördlichen Gleises repariert und alles nach Süden verschoben, so dass dort ab Juni 1941 wieder eingleisiger Betrieb möglich war. Die übrigen Brückenteile wurden verschrottet.
Am 9. Februar 1945 sprengten deutsche Truppen auf dem Rückzug das Bauwerk. Die massiven Bauteile wurden alle zerstört.

### Behelfseisenbahnbrücke von 1946 bis 1962

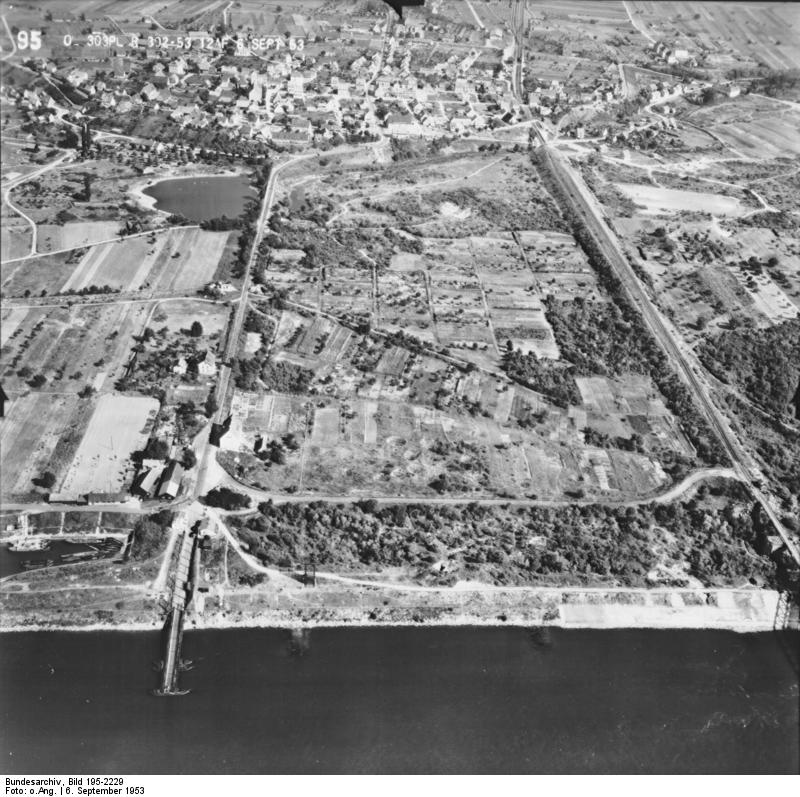
Luftbild Neuenburgs von Westen (Rheinbefliegung der Alliierten „6. September 1953“): Links Straße nach Chalampé mit Teilen der provisorischen Pontonbrücke über den Rhein; unten links ein Eck des heute nicht mehr existierenden Rheinhafens; rechts Bahnstrecke Müllheim–Mulhouse mit Schattenwurf der Reste der von der Wehrmacht auf dem Rückzug am 9. Februar 1945 gesprengten Eisenbahnbrücke (Bild datiert von vor der Fertigstellung des Rheinseitenkanals)

Noch im Herbst 1945 veranlasste die französische Militärregierung den Wiederaufbau der Brücke, um sie zur Versorgung ihrer Einheiten nutzen zu können. Der Überbau der mittleren Hauptöffnung wurde aus dem Rhein gehoben und konnte wiederverwendet werden. Als neuer östlicher Hauptbrückenträger wurde ein Überbau der baugleichen Breisacher Rheinbrücke eingebaut. Im restlichen Brückenabschnitt wurden stählerne Behelfsüberbauten vom System „Roth-Waagner“ mit zwei Feldern von je 42 m Stützweite eingebaut. Am 3. Juni 1946 war das provisorische, eingleisige Bauwerk wieder für Züge befahrbar, zusätzlich wurde es 1956 mit Bohlen für den Straßenverkehr hergerichtet.

### Eisenbahnbrücke von 1962
Im Januar 1953 wurde zwischen Deutschland und Frankreich das „Abkommen über die festen Brücken und Fähren über den Rhein an der deutsch-französischen Grenze“ abgeschlossen, das für Neuenburg eine eingleisige Eisenbahnbrücke vorsah. Der Bau der endgültigen Brückenkonstruktion erfolgte schließlich in Jahren 1961 und 1962. Dazu wurden der östliche und mittlere Fachwerkträger, beide aus dem Jahr 1878 stammend, um 7,5 m zur Seite stromaufwärts verschoben, nachdem zuvor die westliche Brückenöffnung als Ersatz für das Kriegsbrückengerät einen neuen Überbau in der endgültigen Lage erhalten hatte. Infolge des Baus des Rheinseitenkanals konnten die beidseitigen Flutbrücken durch Dämme ersetzt werden. Am 27. Mai 1962 konnte die Brücke wieder in Betrieb genommen werden. Der tägliche Personenverkehr ist auf dem Abschnitt Müllheim–Neuenburg am 31. Mai 1980 eingestellt worden. Die Strecke wird jedoch täglich für den Güterverkehr genutzt.
Im Sommer 2006 wurde der planmäßige Reisezugverkehr an Sommersonntagen für den touristischen Verkehr zwischen Südbaden und dem Elsass nach zweijähriger Vorbereitungszeit wieder aufgenommen. Zum Einsatz gelangt ein französischer Triebwagen ("Blauwal") der Baureihe X73900. Im Dezember 2012 wurde der tägliche Reisezugverkehr über den Rhein wieder aufgenommen. Seit August 2013 verkehrt auch ein TGV-Paar zwischen Freiburg und Paris über die Strecke.

### Konstruktion

Ständerfachwerk

Die alte Rheinbrücke bei Neuenburg wies bei einer Gesamtlänge von 328 m drei Hauptöffnungen mit Stützweiten von 72 m auf sowie an beiden Ufern je zwei Flutöffnungen von 28 m Stützweite. Der Brückenüberbau bestand aus eisernen, parallelgurtigen Ständerfachwerkkonstruktionen mit unten liegender Fahrbahn. Die Fachwerklängsträger waren in einem Abstand von 4,65 m angeordnet und hatten einen Profilachsabstand von 7,2 m in der Höhe bei den Haupt- und 3,0 m bei den Nebenöffnungen. Zur Gründung der Strompfeiler wurden Senkkästen verwendet.
Seit dem Umbau von 1963 ist noch ein 218 m langer, eingleisiger Überbau vorhanden, der in Längsrichtung drei Einfeldträger als Bauwerkssystem aufweist. Die Stützweiten betragen 72 m bei 1,0 m Lagerachsabständen über den Strompfeilern.

## Straßenbrücke von 1963

### Voraussetzungen
Gemäß dem Abkommen zwischen Deutschland und Frankreich sollte der Straßenverkehr zwischen Neuenburg und Chalampé über eine Fährverbindung abgewickelt werden. Allerdings war durch den Bau des Rheinseitenkanals nicht mehr ausreichend Wasser für einen Fährbetrieb vorhanden, so dass der Bau einer festen Brücke nachträglich vereinbart wurde.

### Bau
Es kam nach einem Entwurf von Hellmut Homberg eine 3,5 m hohe Stahlverbundbalkenbrücke mit obenliegender Fahrbahnplatte zur Ausführung. Da unter der Brücke Schifffahrt nicht mehr möglich ist, wurden die Pfeiler und Widerlager im Bereich der Straßenbrücke um zirka 2,5 m zurückgebaut, wodurch ein Höhensprung zwischen Fahrbahnoberkante und Schienenoberkante im Dammbereich hinter der Brücke vermieden wurde.
Der 219 m lange Überbau weist in Längsrichtung den Dreifeldträger als Bauwerkssystem auf. Die Feldweiten betragen einheitlich 73,0 m. In Querrichtung besteht der Überbau aus zwei Stahlträgern mit einer konstanten Höhe von rund 3,2 m, die in einem Achsabstand von 4,5 m angeordnet und oben durch eine in Querrichtung vorgespannte Stahlbetonfahrbahnplatte miteinander verbunden sind. Die insgesamt 9,25 m breite und maximal 0,35 m dicke Fahrbahnplatte besitzen ein Quergefälle von 2,0 %.
Die Brücke entstand von 1961 bis 1963 mit einer 6,0 m breiten Fahrbahn und einem 2,25 m breiten Fußweg neben der eingleisigen Eisenbahnbrücke, wobei sie den Unterbau des zweiten Gleises nutzt. Die Baukosten betrugen 2,0 Millionen DM, am 19. August 1963 war Verkehrsübergabe.
Von Mai 2021 bis April 2022 wurde die Brücke saniert und zeitweise für den motorisierten Verkehr gesperrt. Unter anderem wurde die Breite des Fuß- und Radwegs durch neue Bauelemente verdoppelt. Am 14. April 2022 wurde die Brücke wieder eröffnet.

### Verkehr
Straßenverkehrszählungen von 2003 ergaben, dass durchschnittlich 8914 Kraftfahrzeuge pro Tag die Brücke passieren, womit sie ein weniger verkehrsreicher Grenzübergang zwischen Baden und Elsass ist. Inzwischen ist die Verkehrsbelastung auf 11.770 Fahrzeuge pro Jahr im Jahre 2019 angewachsen.